# Maroshollód
Maroshollód (Corbești) település Romániában, a Partiumban, Arad megyében.

## Fekvése
Soborsintól északkeletre fekvő település.

## Története
Maroshollód nevét 1743-ban említette először oklevél Korbestie néven. 1808-ban Korbesty, 1888-ban Korbest, 1913-ban Maroshollód néven írták.
1851-ben Fényes Elek írta a településről: „Arad vármegyében, Erdélyország szélén, utolsó posta Soborsin, hegyek között egy nagy völgyön elnyulva, 387 óhitü lakossal, s egy fatemplommal. Hegyes-völgyes határa 1384 hold, ... Birja Szálbek György.”
1910-ben 711 lakosából 696 román, 8 magyar, 7 német volt. Ebből 677 görögkeleti ortodox, 7 római katolikus, 7 izraelita volt.
A trianoni békeszerződés előtt Arad vármegye Máriaradnai járásához tartozott.

## Nevezetességei
- A temetőben található 1800 körül épült ortodox fatemploma, amely a romániai műemlékek jegyzékén az AR-II-m-A-00597 sorszámon szerepel.[2]